# 小倉磐夫
小倉 磐夫（おぐら いわお、1930年10月17日 - 2000年10月6日）は、日本の工学者。専門は応用光学。東京大学名誉教授。カメラ、レンズ（カメラ用から工業用までを含む）、ブラウン管、レーザーなどについて研究、開発した。また、カメラについてのエッセイも多い。東京生まれ。理学博士。旭日中綬章受章。

## 略歴
- 1930年 - 東京で生まれる。
- 1954年 - 東京大学理学部物理学科を卒業。
- 1957年 - アサヒカメラ「ニューフェース診断室」のテクニカルイラストレーター。
- 1959年 - 理学博士。「収差のある光学系のレスポンス函数について」。 物理教室助手。
- 1961年 - 日立製作所中央研究所勤務。一時期、米国パーキンエルマー社レーザー部門客員研究員を兼任。
- 1963年 - 日本で初めて赤色気体（He-Ne）レーザーを発振。
- 1967年 - 東京大学生産技術研究所。
- 1970年 - アサヒカメラ（雑誌）「ニューフェース診断室」の担当ドクターとして執筆。
- 1975年 - 講師、助教授を経て教授。写真工業「カメラの性能と評価」などを執筆。
- 1985年 - カリフォルニア大学アーバイン校電気工学科画像工学部客員教授。
- 1990年 - 千葉大学工学部画像工学科教授（併任）。
- 1992年 - 東京大学を定年退職し、東京大学名誉教授。千葉大学工学部画像工学科教授（専任）。
- 1996年 - 千葉大学定年退職。
- 2000年 - 食道癌により死去。叙正四位、叙勲三等授旭日中綬章。

## 主要著書
- 『国産カメラ開発物語 - カメラ大国を築いた技術者たち』 朝日新聞社 2001.9 ISBN 4022597844
- 『カメラと戦争 - 光学技術者たちの挑戦』 朝日新聞社 2000.9
- 『新装版 現代のカメラとレンズ技術』 写真工業出版社 1995.10 ISBN 9784879560438
- 『カメラと戦争 - 光学技術者たちの挑戦』 朝日新聞社 1994.12 ISBN 4023303119
- 『現代のカメラとレンズ技術』 写真工業出版社 1982.1
- 『Illustrated laser surgery』 持田製薬 1981.10